# Alicja Siemak-Tylikowska
Alicja Katarzyna Siemak-Tylikowska (ur. 3 stycznia 1943 w Pruszkowie, zm. 29 września 2019 w Otrębusach) – polska pedagożka, dr hab. prof.

## Życiorys

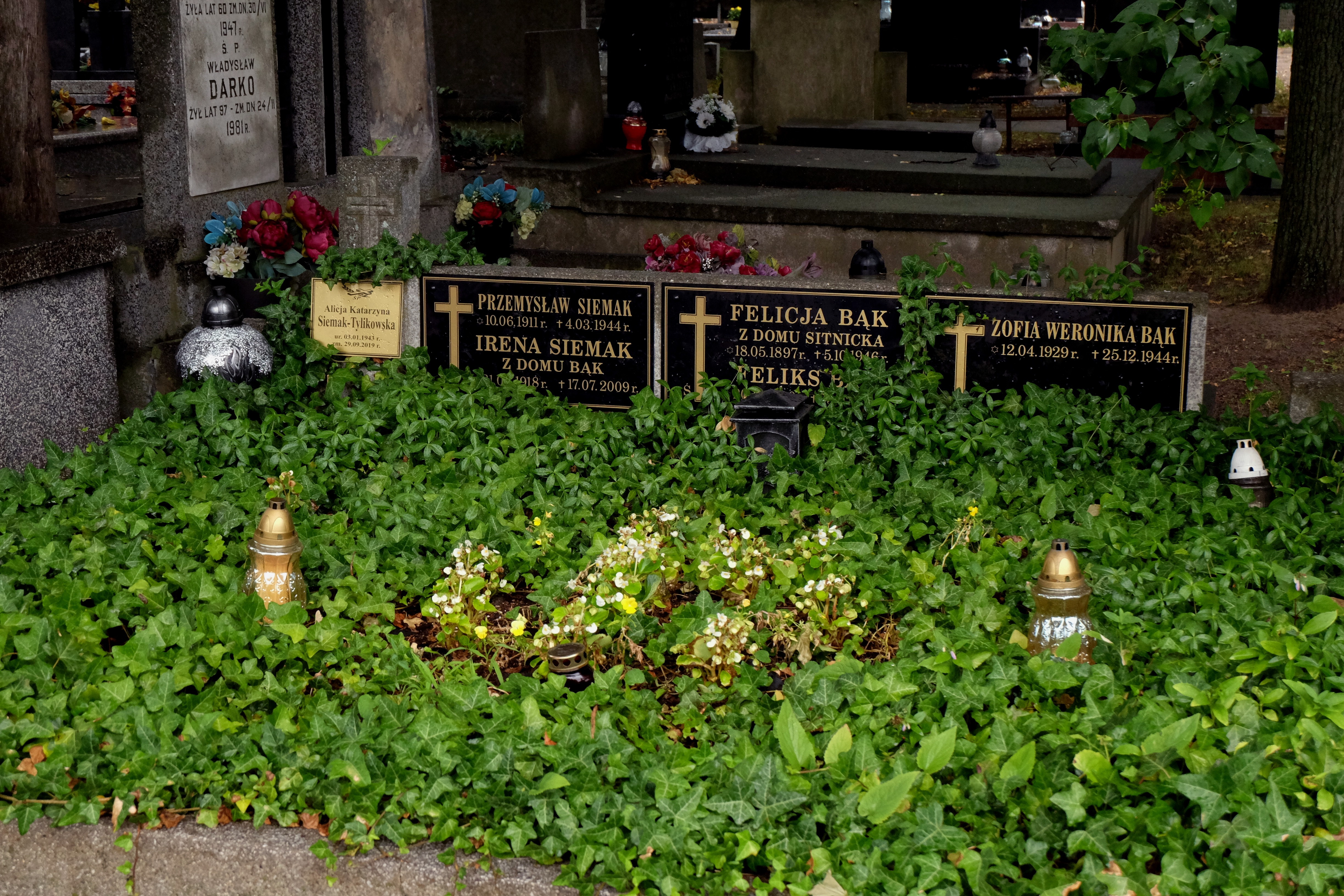
Grób Alicji Siemak-Tylikowskiej na cmentarzu parafialnym w Pruszkowie

Córka Przemysława i Ireny. Obroniła pracę doktorską, następnie uzyskała stopień doktor habilitowanej. Została zatrudniona na stanowisku profesora nadzwyczajnego w Katedrze Dydaktyki na Wydziale Pedagogicznym Uniwersytetu Warszawskiego, oraz w Ateneum – Szkole Wyższej w Gdańsku. W latach 1996–2002 była dziekanem Wydziału Pedagogicznego Uniwersytetu Warszawskiego.
W 2004 odznaczona Złotym Krzyżem Zasługi.
Zmarła 29 września 2019. Pochowana na cmentarzu w Pruszkowie.